# Vorwerk Gnetsch
Das Vorwerk Gnetsch liegt in der Phuhlschen Aue südlich der Stadt Bernburg (Saale) zwischen den Ortsteilen Gröna und Peißen. 1766 wurde es Vorwerk vom Herzoglichen Schloss-Ökonomie-Gut Bernburg.
Einwohner:
- 1830 – 6 Einwohner0
- 1871 – 25 Einwohner in 2 Häusern